# Cattedrale della Santissima Trinità e Sant'Antonio di Padova
La cattedrale della Santissima Trinità e Sant'Antonio di Padova, è una cattedrale colombiana di culto cattolico dedicata alla Santissima Trinità e a Sant'Antonio di Padova. Si trova a Zipaquirá, sul lato nord della Plaza de los Comuneros, in pieno centro storico cittadino ed è la principale chiesa della Diocesi di Zipaquirá. Essa è più nota con il nome di cattedrale diocesana di Zipaquirá, per distinguerla dalla Cattedrale di sale, che si trova nello stesso territorio comunale, anche se si tratta in realtà di un sito turistico e non di una sede episcopale.
La cattedrale, costruita sulle rovine della precedente, andata distrutta dal terremoto nella Nuova Granada del 1785, fu progettata da fra Domingo de Petrés, l'architetto che progettò anche, fra l'altro, la Cattedrale Primaziale della Colombia a Bogotà e la Cattedrale dell'Immacolata Concezione a Santa Fe de Antioquia. La sua costruzione ebbe inizio nel 1805 ma ci vollero ben 111 anni per portarla a termine: fu infatti inaugurata e consacrata il 19 novembre del 1916 dall'arcivescovo di Bogotà, Bernardo Herrera Restrepo. Il centro storico di Zipaquirá (cattedrale inclusa), fu dichiarato Monumento Nazionale di Colombia il 12 marzo 1982.